# Salvador Correia de Sá, o Velho
Salvador Correia de Sá, O Velho, (c. 1540/1547 — 1631) foi um nobre e militar português, que ocupou por duas vezes o cargo de governador-geral do Rio de Janeiro. Pertencia à família Sá, de Coimbra, vindo a destacar-se no Brasil onde se tornou rico e poderoso proprietário de terras e engenhos no Rio de Janeiro. Teve o foro de Fidalgo da Casa Real a 30 de agosto de 1574.

## Vida
Era filho de Gonçalo Correia ou Correia da Costa (1510-?), cavaleiro fidalgo, senhor da Quinta da Penaboa, freguesia de Cavalões, julgado de Vermoim, e de Filipa de Sá, filha de Martim de Sá.
Ainda adolescente, em 1557, seguiu de Portugal para o Brasil com o governador da colônia carioca, Mem de Sá, que era seu primo e o qual lhe chamava sobrinho. Era igualmente irmão de Estácio de Sá, fundador da cidade do Rio de Janeiro, e primo afastado do poeta Francisco Sá de Miranda.

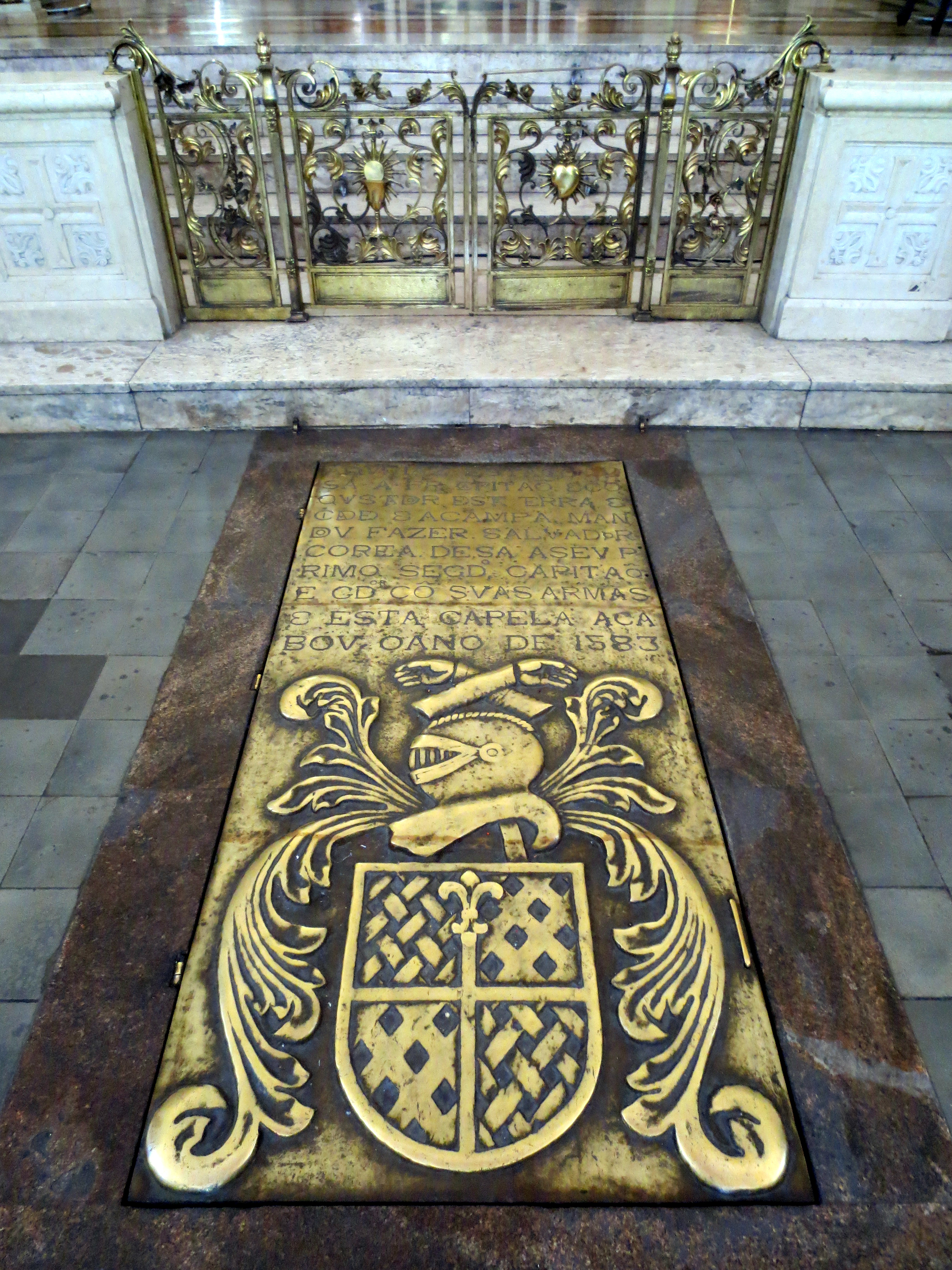
Lápide tumular de Estácio de Sá, na Igreja de São Sebastião dos Capuchinhos, na Tijuca. Nela consta que teria sido feita a mando de Salvador Correia de Sá em 1583.

Após sua chegada ao Brasil, destacou-se na luta pela expulsão dos franceses e no desempenho do governo do Rio de Janeiro. Aí desenvolvendo a política de povoamento, com distribuição de sesmarias e no fomento dos engenhos de açúcar, no estímulo do comércio com Buenos Aires e costa africana e na promoção de entradas pelo sertãos do Rio de Janeiro em busca de metais preciosos. 
Nesse mesmo ano, em 1567, já tinha um importante engenho de açúcar na Tijuca, célula do grande morgado dos Assecas no século XVII. Depois governou o Rio de Janeiro, de 1578 a 1598, e com isso teve início o que poderíamos chamar de dinastia carioca dos Correia de Sá. Com grande e enorme prestígio, por quase um século três gerações da família governariam o Rio de Janeiro repetidas vezes. 
A Ilha do Governador possui esse nome por ter sediado um engenho de açúcar da família Sá, que era proprietária de metade da ilha.
Em foi nomeado superintendente das "minas de São Vicente e São Paulo" (atual território de Minas Gerais) e deixou a administração da cidade. O Regimento que lhe foi expedido para esta administração determinava que em tudo o tocante às minas e às diligências que sobre as mesmas se houvessem de fazer ficaria a cargo dele, 
A partir de 1598 deixa a administração da cidade de Rio de Janeiro e passa a ser isento da jurisdição do Governador-Geral do Brasil, ao ser nomeado superintendente das minas de ouro por ser descobertas. Vindo a ser designado diretamente pelo monarca de "Governador das Minas do Sul", de 4 de novembro de 1613 a 1622, e que o incumbia, nomeadamente, de encarregado da administração das minas de São Vicente. Mais tarde desanimado pelo reduzido sucesso da exploração do ouro de aluvião e pela falta de apoio metropolitano regressou ao Reino onde, em 1631, veio a morrer.

## Casamentos e descendência
Casou três vezes. A saber:
1.ª- Com Inês de Souza (1550-?), viúva de Pedro Vaz Correia, filha de Duarte Mendes e Leonor Henriques. Filho:
- Martim Correia de Sá (1570-?), governador do Rio de Janeiro por duas vezes, que casará com D. Maria de Mendoza y Benevides, sendo pais do futuro governador do Rio e de Angola Salvador Correia de Sá e Benevides, assim chamado em memória deste seu avô;[1]
- Duarte Correia de Sá;

2.ª- No Rio de Janeiro com: Luísa Tibão, filha de Afonso Martins Tibáo (ou Tiban).
- Rodrigo Correia de Sá, Capitão.

3.ª- Vitória da Costa (1545-?), de Azamor, filha de Fernão Martins Freire e de Branca Freire (da Costa). 
Filhos:
- Manuel Correia de Sá (?-1634), Capitão no Brasil e que ficou com a Quinta da Penaboa em Portugal. Casado com Angélica;
- Vasco Anes Correia de Sá. Governador do Rio de Janeiro em 1611, que casará com D. Maria;
- Gonçalo Correia de Sá, fidalgo da Casa Real. Capitão-mor das capitanias de Santo Amaro e São Vicente, de 1617 a 1620; foi um dos famosos Sete Capitães dos Campos de Goitacazes, em 1627, recebendo a sesmaria próxima do rio Macaé. Com geração.